# Богоматір убивць (фільм)
«Богоматір убивць» (ісп. La virgen de los sicarios) — міжнародно-спродюсована кримінальна драма 2000 року, поставлена французьким режисером Барбетом Шредером за автобіографічним романом та сценарієм колумбійського письменника та кінорежисера Фернандо Вайєхо.

## Сюжет
Уже не молодий письменник Фернандо після 30-річної відсутності повернувся у свій рідний Медельїн в Колумбії, щоб провести там свої останні дні. Місто за сорок останніх років перетворилося на світову столицю наркотиків, тут панує насильство: вбивства і викрадення дітей стали буденною справою. На вечірці для геїв Фернандо знайомиться з Алексісом, 16-річним хлопчиком за викликом і вбивцею. Схожий на ангела Алексіс завжди носить при собі образ Богоматері і пістолет, який, не замислюючись, пускає в хід. Це зв'язок виявився не на одну ніч, а переріс e кохання. Юнак переселяється до багатого письменника додому і стає його ангелом-охоронцем. Для Алексіса, учасника гангстерських воєн, немає причин, щоб зберігати своїм жертвам життя, він убиває усіх підряд, хто, як йому здається, стоїть на його шляху і хто може заподіяти хоча б маленьке занепокоєння його старшому другу.
Алексіса збиває мотоцикліст, але Фернардо не хоче, щоб його коханець помирав. Він відвідує матір Алексіса і дає їй трохи грошей, а потім блукає вулицями, де усе нагадує йому про чудові дні, проведені з Алексісом, але замість того зустрічає Вілмара, який незвичайно схожий на Алексіса. Для Фернардо починається пора нової любові, неначе його коханець воскрес трохи в іншій подобі. Вілмар також убивця, але шоковим для Фернандо стає одкровення, коли він дізнається, що Вілмар саме той, хто стріляв в Алексіса. Він клянеться вбити Вілмара, але згодом дізнається, що саме Алексіс почав насильство, вбивши брата Вілмара, тим самим спонукавши його до помсти.
Коли Вілмар йде попрощатися з матір'ю, перш ніж вони з Фернандо мають покинути країну, його вбивають. Бачачи, що порочне коло злочинів в Медельїні не сумісне зі щастям, Фернандо імовірно здійснює самогубство, про що натякає остання сцена фільму.

## У ролях
| Герман Гарамільо     | ···· | Фернандо              |
| Андерсон Бальєстерос | ···· | Алексіс               |
| Хуан Давид Рестрепо  | ···· | Вілмар                |
| Мануель Бускетс      | ···· | Альфонсо              |
| Вільмар Агудело      | ···· | дитина, що нюхає клей |
| Хуан Карлос Альварес | ···· | злодій 4x4            |
| Хаїро Альсате        | ···· | таксист Санта-Домінго |
| Сульма Аранго        | ···· | офіціанта             |
| Хосе Луїс Бедойя     | ···· | таксі Сабанета        |

## Визнання
| Нагороди та номінації фільму «Богоматір убивць» | Нагороди та номінації фільму «Богоматір убивць»                         | Нагороди та номінації фільму «Богоматір убивць»                                 | Нагороди та номінації фільму «Богоматір убивць» | Нагороди та номінації фільму «Богоматір убивць» | Нагороди та номінації фільму «Богоматір убивць» |
| Рік                                             | Кінофестиваль/кінопремія                                                | Категорія/нагорода                                                              | Номінант                                        | Результат                                       |                                                 |
| ----------------------------------------------- | ----------------------------------------------------------------------- | ------------------------------------------------------------------------------- | ----------------------------------------------- | ----------------------------------------------- | ----------------------------------------------- |
| 2000                                            | Венеційський міжнародний кінофестиваль                                  | Золотий лев                                                                     | Богоматір убивць                                | Номінація                                       |                                                 |
| 2000                                            | Венеційський міжнародний кінофестиваль                                  | Золота медаль президента італійського сенату                                    | Барберт Шредер                                  | Перемога                                        |                                                 |
| 2000                                            | Гаванський кінофестиваль                                                | Найкраща робота на латиноамериканську тематику не-латиноамериканського режисера | Барбет Шредер                                   | Перемога                                        |                                                 |
| 1900                                            | Верзауберт — Міжнародний геївсько-лесбійський кінофестиваль (Німеччина) | Найкращий фільм                                                                 | Богоматір убивць                                | Перемога                                        |                                                 |
| 2002                                            | Премія «Супутник»                                                       | Найкращий художній фільм іноземною мовою                                        | Богоматір убивць                                | Номінація                                       |                                                 |